# Schizmohetera olympica
Schizmohetera olympica är en mångfotingart som beskrevs av Jean-Paul Mauriès 2003. Schizmohetera olympica ingår i släktet Schizmohetera och familjen Neoatractosomatidae. Inga underarter finns listade i Catalogue of Life.